# Lehár Ferenc
Lehár Ferenc (Komárom, 1870. április 30. – Bad Ischl, 1948. október 24.) zeneszerző, operettkomponista, karmester. Előadói pályafutását színházi hegedűsként kezdte, emellett egy katonazenekarban is játszott 1899-ig. Első zeneszerzői próbálkozásai kudarcba fulladtak, ezért átvette apja katona-karmesteri posztját, amelyet csak 1902-ben adott fel, amikor bemutatták első operettjét, a Bécsi asszonyokat, amely világsiker lett, és meghatározta további munkásságának fő irányvonalát. Az igazi elismerést azonban A víg özvegy (1905), a Luxemburg grófja és a Cigányszerelem (1910) hozta meg számára. Életének legnagyobb részét az osztrák fővárosban és rövid ideig Berlinben töltötte, itt mutatták be nagy sikerű operettjeit. A századeleji operett egyik legkiválóbb képviselője, műveiben magas igényű kompozíciós követelményekkel lépett fel, megújítva az akkor már sablonossá merevedett bécsi operett stílusát.

## Élete és munkássága

### Gyermekévei
Éjfél előtt két órával született Komáromban. Május 4-én megkapta a keresztségben a Ferenc Kristóf nevet, méghozzá az 50. sz. gyalogezred lelkészétől, hiszen apja ott volt katonakarmester. Az idősebb Franz Lehár Polach (1838-1898) északmorva származású volt, Schönwaldban látta meg a napvilágot. Ősei, ameddig követhető, üvegesek voltak, de földműveléssel is foglalkoztak. Franz Lehár a muzsikus pályát választotta és Sternbergben a városi karmester diákjaként megtanult hegedűn, gordonkán, nagybőgőn, kürtön, klarinéton, trombitán és ütős hangszereken játszani. Egy ideig Sternbergben dolgozott mint városi zeneigazgató, majd az 1850-es évek második felében Bécsbe költözött, ahol a Theater an der Wien fuvolása lett. 1857-ben behívták katonának, és amilyen gyorsan csak tudott, beállt egy katonazenekarba, majd megpályázta az 50. gyalogezred megüresedett katonakarmesteri posztját. Az észak-olaszországi tartományokért vívott sikertelen háborúban való részvétele után 1868-ban áthelyezték a gyalogezreddel együtt Komáromba, ahol megismerkedett jövendőbeli feleségével. A komáromi születésű Neubrandt Krisztina (1849-1906) – a legendák szerint – a város melletti cigánytáborban született. A legenda onnan ered, hogy a Cigányrét nevű külvárosban látta meg a napvilágot. Igmándból származó, elmagyarosodott német kereskedőcsalád leánya volt, apja gyertyaöntéssel foglalkozott. 1866-ban ismerkedett össze Franz Lehárral, majd 1869. május 4-én kötöttek házasságot, és a férfi szűkös legénylakásából átköltöztek a Nádor utcába, ahol aztán az ifjú Lehár Ferenc megszületett, a család hat gyermeke közül elsőként. A házasság szokatlan volt, hiszen az ifjú házasok nehezen értették meg egymást, tudniillik Franz keveset tudott magyarul, Krisztina pedig alig beszélt németül.
Lehár Ferenc nemzetisége sok vita tárgyát képezte és képezi napjainkban is: Komáromban született, Magyarországon. Anyanyelve is magyar volt, tizenkettedik életéve előtt más nyelven nem is beszélt. Osztráknak is tekintették, mivel élete nagy részét Bécsben, illetve Bad Ischlben töltötte. A Lehár család neve valószínűleg a német Leonhard név rövidített formája, ami apja családjának morva ágáról származik.
Mire az ifjú Lehár kétéves lett, megszületett Eduárd nevű öccse, aki alig egy esztendő múlva meghalt. Ekkor a család már Pozsonyban élt, így szülővárosáról Lehárnak aligha maradtak emlékei. Mire ötesztendős lett, apját áthelyezték Sopronba. 1875-ben megszületett húga, Anna Mária, majd egy évre rá öccse, Antal. 1880-ban Budapestre költöztek, ahol apja beíratta a Piarista Gimnáziumba, otthon pedig megtanította zongorázni. Az apa megpróbálta beíratni a magyar főváros zeneiskoláiba, azonban fiatalsága miatt sehova sem vették fel. Megoldásként kínálkozott a bécsi internátus, ám az ottani felvétel akadálya az volt, hogy az ifjú Lehár nem beszélt németül. Ezt orvosolandó az apa elküldte Sternbergbe, ahol még élt apjának két testvére: Johannes, az asztalosmester, illetve Anton, a városi zenekar karmestere. A német környezetben hamar elsajátította a nyelvet, és utóbbi oldalán zenei tanulmányaival is gyorsan haladt előre. Mivel azonban a bécsi konzervatóriumba sem vettek fel 14 évesnél fiatalabb növendéket, a Lehár család úgy határozott, hogy 12 évesen a prágai zenekonzervatóriumba íratja be.

### Prágai tanulmányok

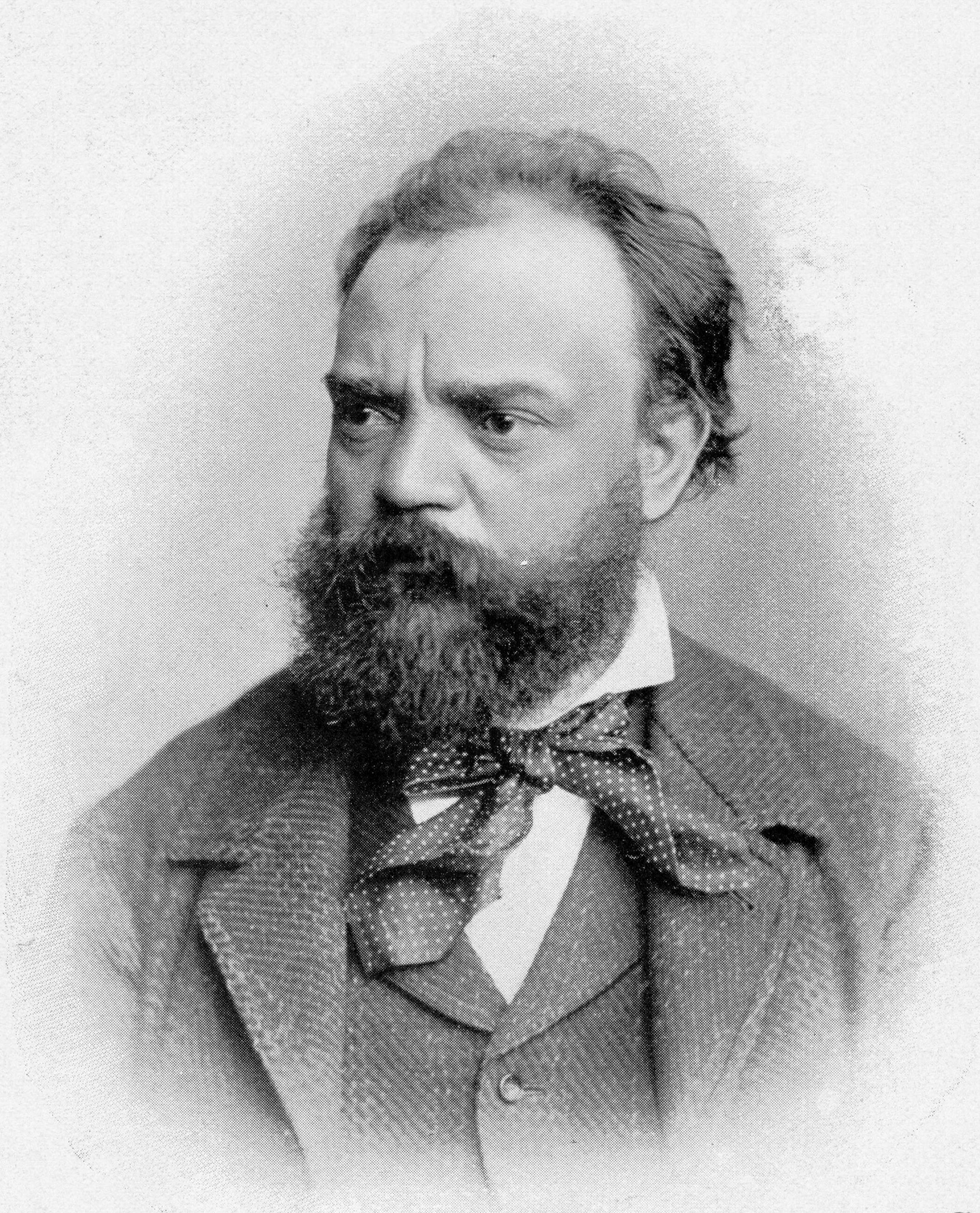
Antonín Dvořák

1882-ben került Prágába, ahol ismét végig kellett járnia az elemi iskolát, mivel ezúttal a cseh nyelvet nem beszélte. A zenekonzervatóriumban a hegedűt választotta fő tantárgyául, tanára Bennewitz professzor volt, az intézmény igazgatója. Zeneelméletet Josef Bohuslav Försternél tanult. Nyomorúságos körülmények között élt, hiszen a családjától kapott kosztpénz csak részben fedezte szükségleteit. A helyzet 1884-ben változott meg, amikor apjának ezredét Prágába helyezték át. Erre az időre esnek Lehár első zeneszerzői próbálkozásai: néhány dal és egy szonáta. A konzervatóriumban ismerkedett meg Antonín Dvořákkal, aki a zeneszerzést tanította, és aki azt javasolta, hogy akassza szegre a hegedűjét és szentelje magát inkább a zeneszerzésnek. Ez azonban ellenkezett volna a konzervatórium szabályaival, így Lehár magánleckéket vett Zdeněk Fibich zeneszerzőtől. Amikor a konzervatórium igazgatója ezt kiderítette, választás elé állította Lehárt: vagy felhagy a magánórákkal, vagy távozik az intézményből. Mivel már csak egy éve maradt a tanulmányainak befejezéséig, Lehár a maradás mellett döntött. 1885-ben sikerült kiadót találnia (a bécsi Hofbauer cég) a G-dúrban komponált Sonate à l'Antique-jára. Apja ezt bemutatta Johannes Brahmsnak, aki elismerően nyilatkozott az ifjú tehetségről és szonátájáról. A felcseperedett Lehár Antalból apja szintén muzsikust akart faragni, ezért beíratta Ferenc mellé a konzervatóriumba. Antal azonban a katonai pálya iránt érdeklődött, majd amikor a család 1887-ben Bécsbe költözött, beiratkozott a reáliskolába, majd pedig 1889-ben a gyalogoskadét-iskolába. Így Ferenc 17 évesen ismét egyedül maradt Prágában. 1888. július 12-én került sor a vizsgahangversenyére a Rudolfinum nagytermében: Max Bruch 2. hegedűversenyét adta elő zenekari kísérettel. Az előadás sikere és a diploma megszerzése igazolták, hogy a Prágában eltöltött hat évet nem tékozolta el.

### Lehár, a hegedűművész
Fiatal hegedűsként mindenekelőtt állást kellett szereznie, ami nem volt könnyű, hiszen kezdő zenekari muzsikusokkal Dunát lehetett rekeszteni. Végül az elberfeldi (ma Wuppertal része) városi színházban sikerült elsőhegedűsi állást szereznie Ernst Gettkének köszönhetően, aki korábban a lipcsei színház igazgatója volt. Őt bízták meg a helyi társulat megalakításával és a színház igazgatásával. Az év végére Lehárt előléptették koncertmesterré. Az 1888-as esztendő végén apja hazahívta Bécsbe, mert zenekarában megüresedett egy szólistahely. Gettke csak azzal a feltétellel akarta elengedni, hogy talál maga helyett másik zenészt, mivel azonban a rövid idő miatt ez nem sikerült, Lehár elszökött, és ezzel szerződést szegett. A felelősségre vonástól az mentette meg, hogy besorozták. Az ifjú Lehár nagy sikerrel játszotta a hegedűszólamokat apja zenekarában, de egyszerű zenészként nem volt lehetősége jelentősebb művekkel találkozni, mint arra Elberfeldben lehetősége nyílt. Ebben az időszakban ismerkedett meg Leo Fall-lal, akit apja tanulóként a zenekarba íratott be. Lehár a szüleivel lakott egy szűknek bizonyuló családi házban, de mivel a közötte és apja közti súrlódások egyre gyakoribbá váltak (valószínűleg azért, mert apja potenciális riválist látott benne), mindössze kilenc hónapos bécsi tartózkodás után úgy döntött, hogy megpróbál a saját lábán megállni. Elszegődött karmesternek a Losoncon állomásozó 25. gyalogezredhez. Arra, hogy Lehár zeneszerzővé és zenekarvezetővé fejlődjék, tulajdonképpen a losonci évek alatt volt igazán lehetősége, hiszen a zenekarnak nem volt túlságosan nagy repertoárja, és keveset is próbáltak, így Lehár minden fennmaradó idejét a zeneszerzésnek szentelhette. Dalokat és indulókat (Fries ezredes induló, Pacor ezredes induló) írt és egyes darabjait sikerült is eladnia a lipcsei Rüder és a bécsi Hofbauer kiadóházaknak.
1890-ben Bécshez csatolták az addigi elővárosokat, és ezzel megszületett Nagy-Bécs. Ez volt a címe annak a keringőnek is, amelyet ifj. Johann Strauss komponált és vezényelt 1891-ben a bécsi Práterben. Lehárt és egyik barátját kérték fel, hogy nyújtsák át a hatalmas babérkoszorút a zeneszerzőnek. Ez volt az egyetlen alkalom, amikor Lehár és Strauss találkoztak; a valcerkirály nyolc év múltán meghalt.

### Az első próbálkozások
Az első színpadi mű megalkotására 1893-ban adódott lehetősége, amikor a coburg-gothai herceg díjat tűzött ki egyfelvonásos operára. A szövegkönyvet az ezred egyik főhadnagya írta. Lehár különösen ügyelt a romantikus történet hangszerelésére, azonban mindez nem volt elég a sikerhez. A Rodrigo nem nyerte el a díjat, sőt egy konfliktus miatt kénytelen volt távozni Losoncról. Miután egy este zenekarával koncertet adott a tiszti kaszinóban, egy őrnagy felkérte egy hegedűszóló eljátszására, azonban ezt a késői órákra hivatkozva Lehár elutasította. Az őrnagy feljelentette az ezredesnél, aki bocsánatkérésre kérte fel a karmestert. Lehár azonban visszautasította és emiatt felmondtak neki.
Lehárnak nem kellett sok ideig új állásra várakoznia, 1894-ben elkerült a pólai tengerészzenekarhoz, mely monarchia-szerte nagy népszerűségnek örvendett. Az első hangversenyén Ferenc József császár is jelen volt, és az előadás után megüzente, hogy igen nagyon meg volt elégedve. Pólában ismerkedett meg Felix Falzarival, aki rávette, hogy írjanak közösen operát George Kennan Szibériáról szóló könyve alapján. Mivel időközben földközi-tengeri expedícióra kellett utaznia a tengerészezreddel, csak 1896 tavaszán nyílt lehetősége foglalkozni az operával. Így született meg a Kukuška. Lehár felmondta karmesteri állását, és megpróbált kiadót, illetve színházat találni darabjának bemutatására. Végül a lipcsei Városi Színház fogadta el a darabot, a bemutatója 1896. november 27-én volt. A kritikák részben jók, részben visszafogottak voltak, de mindenképp optimizmusra adtak okot a fiatal komponistának. Elsősorban azt rótták fel a darabnak, hogy zenéje túlságosan is hasonlít Mascagni Parasztbecsületére. Nem is maradt műsoron, mindössze öt előadás után, néhány szólista megbetegedése miatt kénytelenek voltak levenni.
Lehár visszatért Budapestre, ahol átvette nagybeteg apjától a bosznia-hercegovinai gyalogezred karmesteri állását. Franz Lehár 1898. február 7-én hunyt el.
Budapesti tartózkodása alatt Lehár megpróbálta eladni a Kukuškát. Támogatóra lelt az operaház igazgatójának, Káldy Gyulának a személyében, aki hamarosan műsorra is tűzte a művet, 1898. május 2-án mutatták be. Noha kezdetben sikeres volt, az érdeklődés a darab iránt fokozatosan lanyhult, ezért hamarosan le is került a műsorról. Lehár ekkor úgy döntött, hogy Bécsben próbál szerencsét.

### A keringők és operettek városában
Lehár Bécsbe utazott és benyújtotta a Kukuškát az operaházhoz, azonban annak igazgatója, Gustav Mahler válaszra sem méltatta. Mivel a Kukuškával szerzett tapasztalatok lehangolók voltak, elhatározta, hogy ezentúl operettekkel próbálkozik, ám senki sem volt hajlandó egy kezdő zeneszerzőnek szövegkönyvet írni. Végül Gustav Schmidttől, a bécsi Ronacher-mulató háziszerzőjétől kapta meg az Arabella, a műlovarnőt. Noha Lehár megírta a zenét, a művet sohasem mutatták be, mind a librettóját, mind a zenéjét gyengének találták.
1899. november 1-jétől a Bécsben állomásozó 26. gyalogezred karmesteri posztját töltötte be, 1902 tavaszáig. Zeneszerzői fejlődése szempontjából az 1901-es és 1902-es évek döntő fontosságúak voltak. Mivel mihamarabb meg akart szabadulni a katonai karmesterségtől, több irányban kezdett el tapogatózni. 1901-ben megalakult a Wiener Konzertverein, a bécsi hangverseny-egyesület, amelynek zenekara a hangversenyek mellett könnyed operetteket is játszott, mint például az Adolf Müller által, az ifj. Johann Strauss melódiáiból összeollózott Bécsi vért. Amikor Müller decemberben meghalt, Lehár megpályázta a karmesteri állást, de a zsűri visszautasította, mivel nem volt megelégedve karmesteri technikájával. A báli szezon idején katonazenekarával fergeteges sikereket aratott, és ekkor figyelt fel rá Metternich Paulina hercegnő, a bécsi társasági élet egyik vezéregyénisége, aki meghívta, hogy estélyei számára biztosítsa a szórakoztatást. Ennek tiszteletére írta Lehár a Paulina-keringőt. A hercegnő felkérésére írta meg az Arany és ezüst című keringőjét is, amelynek dallamai először 1902. január 27-én csendültek fel, és amire a zenei nyilvánosság is felfigyelt, így Lehárból rövid idő alatt a szalonok egyik legismertebb karmestere lett. Ebben az időszakban ismerkedett meg Karczag Vilmossal, a Theater an der Wien frissen kinevezett igazgatójával, aki felkérte, hogy vállalja el a színház zenekarának vezetését az 1902–1903-as évadban. A hadseregből való kilépése (1902 márciusában) és a Theater an der Wienhez való átigazolása közötti időszakban a Venedig in Wien népszerű mulatóhely karmestere volt, ahol alaposan kitanulmányozhatta a közönség zenei ízlését. Ebben az időben iratkozott be a Schlaraffiába is, amely a bécsi művészek társasága, páholya volt, és Lehár remélte, hogy ily módon sikerül kapcsolatokat kiépítenie szövegkönyvírókkal.

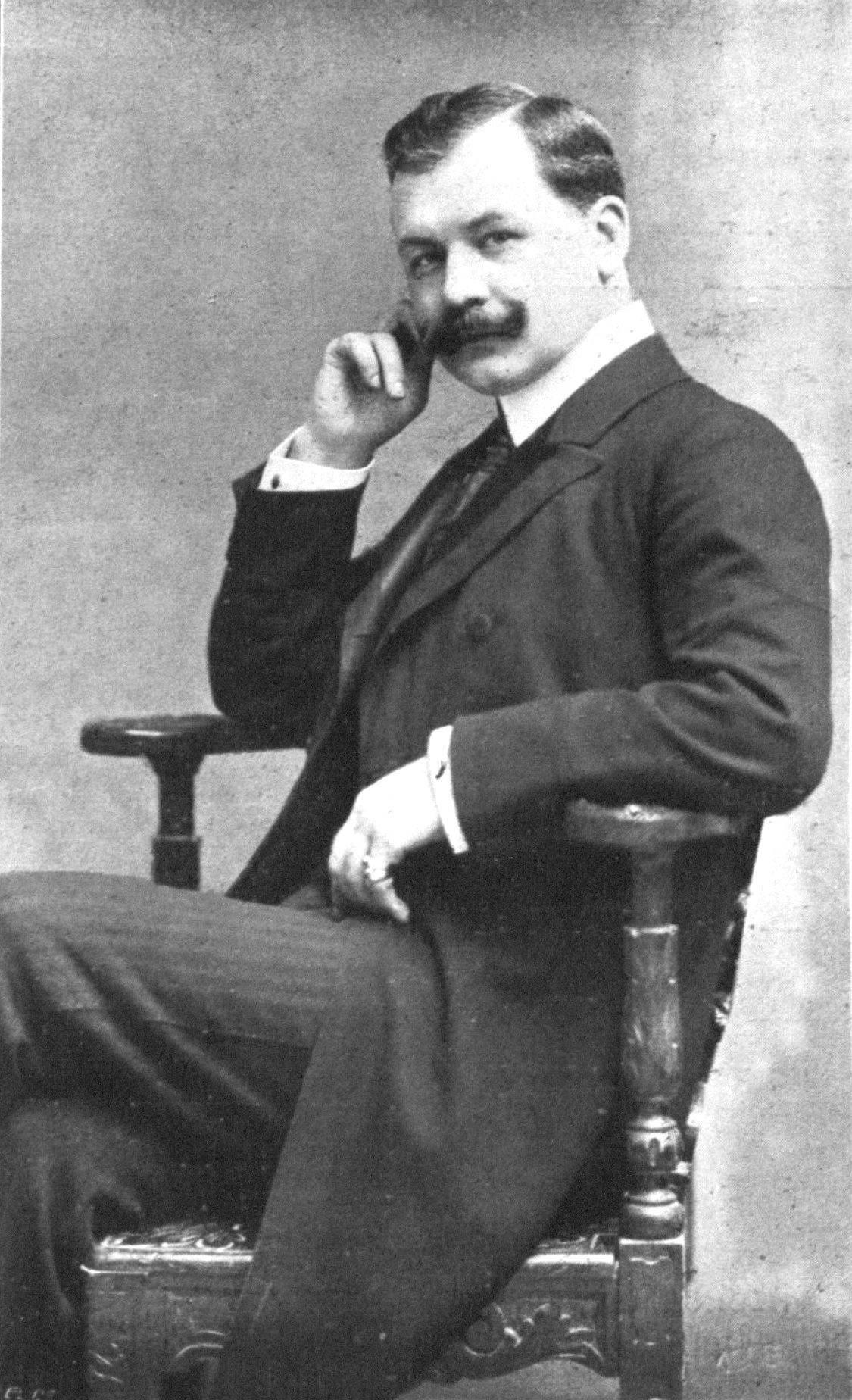
Lehár 1906-ban

Miután 1902 nyarán kiderült, hogy Mahler végleg elvetette a Kukuška színrevitelének ötletét, megpróbált kapcsolatba lépni Victor Léon librettistával, aki többek között Strauss néhány operettjén is dolgozott. Léon azonban elutasította, mivel nem szándékozott kezdő zeneszerzővel dolgozni. Végül a Schlaraffia révén sikerült megszereznie az első szövegkönyvét, a Bécsi nőket, Emil Norini színész és Ottokar Tann-Bergler újságírók művét. Lehár megírta az operettet, és sikerült elfogadtatnia a Theater an der Wien vezetőségével, ami nem is az igazgatónak volt köszönhető, hanem Emil Steiningernek, Karczag munkatársának.
Időközben Victor Léon is felkereste Lehárt, hiszen nagyon megtetszett neki egy, a zeneszerző által korábban komponált katonaindulója, és felajánlotta neki új szövegkönyvét, A drótostótot. Lehár elvállalta, mert bízott Léon és szövegkönyvei sikerében. 1902 őszére elkészült mindkét operett. Karczag, a Theater an der Wien igazgatója nem nézte jó szemmel, hogy karmestere egy másik színháznak (Carl-Theater) is komponál, de heves viták után végül sikerült megegyezniük. A Bécsi nők bemutatója 1902. november 21-i sikerét elsősorban Alexander Girardinak, a főszerep énekesének köszönhette illetve Lehár zenéjének, az operett rövid élete így a gyenge librettón múlott. A drótostótot december 20-án mutatták be a Carl-Theaterben. A kritika lesújtóan vélekedett a darabról és elsősorban szövegkönyvének gyengeségét rótták fel neki, ami arra késztette Victor Léont, hogy megírja Lehárnak: Bocsáss meg, kedves Lehár, amiért ilyen rossz szövegkönyvet írtam!. A zeneszerzőt különösen érzékenyen érintették A drótostótot ért kritikák, mivel nagy sikerre számított. A közönség azonban elégedett volt a darabbal, hiszen az első 13 hónap alatt, amíg műsoron volt, 225-ször mutatták be.
Mivel a századfordulót követően megerősödött az operettek iránti igény, és egyre-másra nyíltak az új színházak (elsősorban Németország területén), megindult a műfaj átmeneti lezüllése, hiszen a bécsi komponisták és librettisták egyre több piacképes árut próbáltak minél rövidebb idő alatt előállítani. A műfaj leghevesebb bírálói nyilván az olyan újságírók voltak, mint Julius Bauer, Leopold Jacobson és Hugo Wittmann, akik szabadidejükben (főleg álnéven) saját maguk is foglalkoztak szövegkönyvírással. Lehárt is bevonták az operettek formai és tartalmi követelményeit taglaló vitákba. Ekkor ismerkedett meg egy bizonyos Leo Stein úrral, aki felvetette, hogy írjanak egy görög mitológiai témából ihletődő operettet Victor Léonnal közösen. Végül a Molière által is feldolgozott Amphitrüon-téma mellett döntöttek. Lehárnak nemigen tetszett az ötlet, de megírta a darabot a Carl-Theater számára. A bálványférjet 1904. január 20-án mutatták be nagy sikerrel. A kritika is elismerően nyilatkozott a darabról, de ettől eltekintve nagyon kevés előadást ért meg, ami egyértelműen bizonyítja, hogy a közönség nem rajongott érte.
Következő művéhez Julius Bauer újságíró szolgáltatta a szövegkönyvet. A Mókaházasság bemutatójára az év december 22-én került sor a Theater an der Wienben. Sikertelenségét mi sem bizonyítja jobban mint az, hogy mindössze 39 előadás után levették a műsorról.

### A víg özvegy

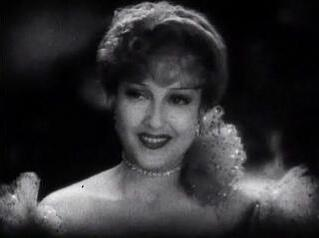
Jeanette MacDonald A víg özvegy című 1934-es filmben

Lehár következő operettjének története Richard Heuberger zeneszerzőnél kezdődik, ugyanis őt bízták meg Leo Stein és Victor Léon közösen írt szövegkönyvének zenéje megkomponálásával. A librettó egy korábbi francia vígjáték, Henri Meilhac Az attasé című darabja alapján készült el. Mivel a szerzőpáros nem volt megelégedve Heuberger zenéjével úgy döntöttek, hogy Lehárra bízzák a darabot. A szerződést 1905. január 2-án kötötték meg. A víg özvegy címének megszületéséről egy anekdota szól. Mivel az eredeti címet nem lehetett felhasználni, a két librettista valami más után nézett. Rá is bukkantak, amikor Lehár egy napon meghallotta, hogy Stein odakiáltotta egy pénztárosnak, hogy Nincs több szabad jegy a főtanácsos özvegyének! Ha legközelebb idejön, dobják ki ezt az alkalmatlankodó özvegyet! – ami németül úgy hangzik, hogy die lästige Witwe. Lehár azonban félrehallotta a szót és elragadtatással felkiáltott: die lustige Witwe – vagyis a víg özvegy –; megvan a cím! A víg özvegy!.
Lehár nem ismerte a mű előtörténetét, de a munka befejeztével megkérdezte Léontól, hogy ki lett volna az operett eredetileg kiszemelt komponistája. Legnagyobb meglepetésére Heuberger neve került elő, aki abban az időben a Konzertverein zsűrijének tagjaként tehetségtelennek titulálta. Amikor azonban a Theater an der Wien igazgatósága előtt bemutatta a darabot, igen hűvös fogadtatásban volt része. Az igazgatók nem bíztak az operett sikerében és úgy döntöttek, ha Lehár és librettistái mégis be szeretnék mutatni a darabot, akkor fizessék ki a próbákat. Támogatókra leltek a színészek körében is, elsősorban Mizzi Günther és Louis Treumann voltak azok, akiknek sikerült meggyőzniük a társulatot, hogy éjszaka próbáljanak. A szerzőknek is mélyen bele kellett nyúlniuk a zsebükbe, hogy tormás virsli és sör segítségével megőrizzék a kórus és a zenekar jó hangulatát. A darab bemutatója végül 1905. december 30-án esett meg, egy nappal szilveszter előtt, aminél rosszabbat premier számára álmodni sem lehetett. Ebből kifolyólag nyilvánvaló volt, hogy a művet csekély érdeklődés övezte. A kritikusok azonban – kevés kivétellel – lelkesen nyilatkoztak a zenéjéről és a könnyed partitúrájáról.
A darabnak politikai visszhangja is volt, mivel a Bécsben tanuló montenegrói egyetemisták tiltakoztak az operettbeli montenegrói (átkeresztelve Pontevedro) utalásokra. Sőt Triesztben és Konstantinápolyban vígözvegy-ellenes tüntetésekre is sor került. Triesztben a Teatro Filodrammatico mutatta be a darabot 1907. február 27-én, de az előadás előtt a protestálók fülsiketítő lármát okoztak, míg végül csak a rendőrség közbelépésére tudták folytatni az előadást. Hasonló eset történt a firenzei bemutatón is. Ezen eseményekben elsősorban az osztrákellenesség nyilvánult meg, de beárnyékolták A víg özvegy sikersorozatát, amely röviddel a bemutató után már megkezdődött. Az első külföldi előadásra két hónappal a bécsi bemutató után sor került Hamburgban. 1906 áprilisában már a századik előadást tartották, a 150. előadást pedig már a Volksoperben ünnepelték. 1907. február 23-án a kiadó, a berlini Felix Bloch örökösei cég levelet küldött Lehárnak, amelyben tudatták vele, hogy már meghaladták a 3500 előadást Európa-szerte. A darabot 1907-ben bemutatták Londonban, majd New Yorkban és Chicagóban is, 1909-ben pedig Párizsban. A víg özvegy sikere hozta meg végül Lehár számára az anyagi biztonságot, amire már gyerekkora óta vágyott.
Ezzel az operettel megtalálta saját stílusát, de ismét fel kellett magában dolgoznia, hogy mit is jelent tevékenységének fő területe, az operett. Erről a következőképpen vélekedett:
| „                                                | A zenekedvelő bécsiek felüdülést várnak az operettől a mindennapi fáradozásuk után, nem pedig mély problémákat. Azt az örömöt várják tőle, amely elfog minden jó kedélyű, ártatlan lelkű embert, ha kellemes muzsika cseng a fülébe, s annak ritmusa hasonló rezdüléseket kelt lelkében is… Az operettszerző nem írhat spekulatív, lélekmarcangoló zenét; egyszerűnek, népiesnek kell maradnia. Ez bizony nehéz – nehezebb, mint általában hinnők. Nem szabad többet akarnia, mint azt, hogy operettszerző legyen, ám óvakodnia kell a banalitástól és nem szabad csorbát ejtenie muzsikusi méltóságán. Ha szabad szólanom az operett jövőjéről, azt mondanám, hogy egyre tartalmasabb lesz, majd s közelíteni fog a vígoperához. Ma ugyan még stílustalanságnak tekintik, ha a zeneszerző az operett ilyenfajta nemesítésére törekszik. Mégis érthető lesz a cél, ha vérbeli muzsikusok is felé a műfaj felé fordulnak. | ” |
| – Lehár Ferenc: Fejlődésem útja (Mein Werdegang) | |   |

### További bécsi sikerek

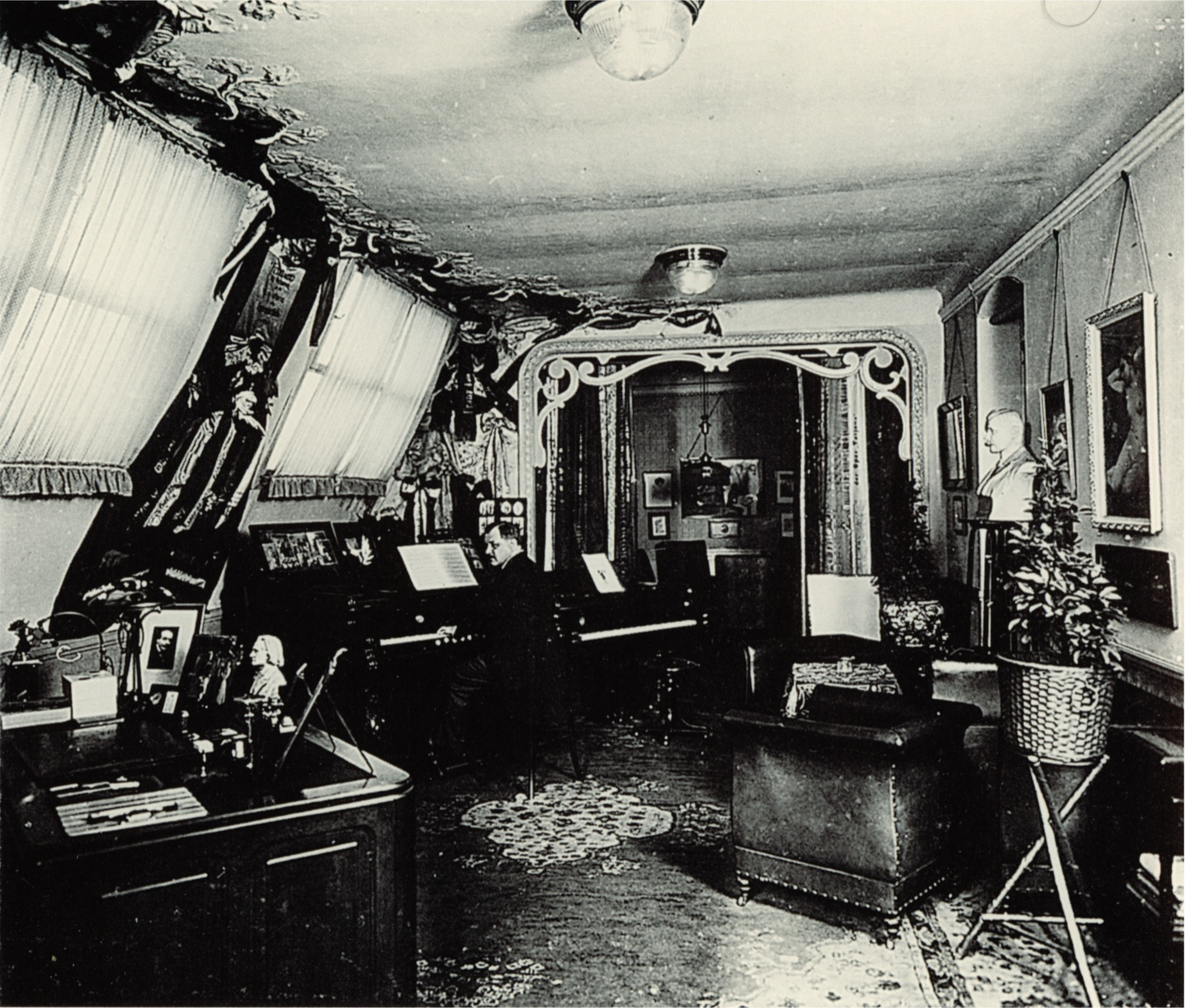
Lehár lakása a bécsi Theobaldgassén

Röviddel A víg özvegy bemutatója után Max Kalbeck elővette és átdolgozta a Kukuškát, melyet 1905. február 10-én mutattak be a brünni városi színházban Tatjana címmel. Később a bécsi Volksoper is műsorára tűzte a darabot, és noha az előadás a közönség soraiban nagy sikert aratott, a kritikák mégis kedvezőtlenek voltak.
1906. október 20-án a lipcsei városi színházban bemutatták a Bécsi nők átdolgozott változatát, amelyet átkeresztelt Az édenkert kapujának. 1906 végére Lehár megírta első mesejátékát, hiszen abban az időben minden fontosabb színház műsortervében voltak az ifjabb nézőközönségnek szánt dramatizált régi vagy akár új mesék. Lehár Robert Bodanzky és Fritz Grünbaum Péter és Pál Bergengóciában című librettóját zenésítette meg, amelyet december 1-jén mutattak be a Theater an der Wienben. Még ebben az évben megírt egy egyfelvonásos operettet a Theater an der Wien számára Mitiszláv, a modern ember címmel, melyet végül 1907. január 25-én mutattak be.
A víg özvegy példátlan sikere miatt Lehár nehezen tudta magát rászánni komponálásra, hiszen tudta, hogy mind a színházak, mind a közönség részéről már nagyok az elvárások. A Három feleség librettóját Julius Bauer írta meg, a bemutató előadásra 1908. január 21-én került sor, szintén a Theater an der Wienben. A kritika különböző módokon fogadta a szövegkönyvet, melynek alaptémáját – az utazgató Don Juan, aki három városban három feleséget tart – forradalminak, újítónak, ám túlságosan is erotikusnak tartották. Lehár zenéje azonban kedvező kritikákban részesült, de ennek ellenére sem sikerült megnyernie a közönség tetszését és mindössze nyolcvan előadás után levették műsorról.
Lehárnak igyekeznie kellett, hogy a legközelebbi alkalommal kiküszöbölje a hírnevén esett csorbát. Ez azonban csak bő másfél év után sikerült, mivel pénzügyivel kellett foglalkoznia. 1908 elején megalakult az Inkassoverband der Theater- und Orchesterunternehmungen Österreichs, célja az volt, hogy az összes monarchiabeli színház és operaház belépőjegyeit pótdíjjal terhelje meg, és az így nyert összegből alapot teremtsen a zenekarvezetők nyugdíjbiztosítására. A szövetség irodaháza a bécsi Theobaldgasse 16. szám alatt állt, és amikor költözniük kellett, Lehár megvásárolta, és életében először költözött saját lakásba. Ugyancsak ebben az évben hozták létre a bécsi zeneművészek zenekarát (Wiener Tonkünstlerorchester), melynek Lehár is alapító tagja volt és akikkel aztán rövid turnéra indult Németországba.
1908 nyarán végre ismét nekilátott a zeneszerzésnek, és egyszerre három szövegkönyvön kezdett dolgozni. Az elsőt, a Hercegkisasszonyt, Victor Léon írta Lehár barátja, Leopold Müller számára, aki az általa 1908. október 29-én megnyitott Johann-Strauss-Theaterben szerette volna színre vinni. A Lehár által megzenésített darabot végül 1909. október 7-én mutatták be kedvező fogadtatással, de az érdeklődés a darab iránt hamar megcsappant, ezért Lehár számára sürgetővé vált új darab megírása.
1908-ban egyszerre két librettót kapott az Alfred Maria Willner és Robert Bodanzky szerzőpárostól: a Luxemburg grófját, amelyet a Theater an der Wiennek, és a Cigányszerelem című darabot, melyet a Carl-Theaternek szántak. A zeneszerzőnek jobban ínyére volt a második darab, ezért azt még a szerződési határidő lejárta előtt leszállította. Ez aggodalomra adott okot a Theater and der Wien vezetősége körében, mivel úgy gondolták, hogy a zeneszerző képtelen lesz a számukra beígért darabot határidőre befejezni, amelyre nagyon számítottak, hiszen a következő színházi évad egyik fő műsorszáma lett volna. Lehárt kártérítéssel is megfenyegették, de a zeneszerző még a szerződésben foglalt határidő előtt átadta Emil Steiningernek a kész kottákat. A mű címe eredetileg Luxenburg grófja volt, mert nem akarták, hogy a hasonló nevű nagyhercegségre emlékeztessen, de miután a közönség amúgy is Luxemburgot mondott, Lehár is beleegyezett a betűcserébe. A premierre 1909. november 12-én került sor és nem várt sikert aratott, hiszen Lehár, saját bevallása szerint, minden különösebb műgond nélkül néhány Bad Ischlben töltött hét alatt összecsapta. A kritika is kedvezően fogadta a művet, de megjegyezték, hogy Lehár korábbi műveinek kamataiból él, azaz nem vitt be forradalmi, újító megoldásokat az operettbe. A viták most már nem csupán az új mű körül zajlottak, hanem napirendre került a Lehár-operett fölötti vita is. Nem véletlenül szólt az egyik kritikus az erotikus-operett vonzerejéről és izgatóerejéről, akarva-akaratlanul megteremtve azt a műfaji meghatározást, mely ráillik a Lehár-operettek többségére. A víg özveggyel megkezdődött az operettszínpadon az erotikus harc férfi és nő között; a férfi akarja a nőt, a nő menekül előle, hogy hosszas tartózkodás, sőt elválás után végén mégis egymás nyakába boruljanak.
Alig két hónappal a Luxemburg grófja bemutatója után, 1910. január 8-án bemutatták a Cigányszerelem című operettet is a Carl-Theaterben. Nagy siker volt, hosszú sorozatokban szerepelt a színpadon. A kritikák elsősorban arra összpontosítottak, hogy egyáltalán képes volt-e Lehár ilyen rövid idő alatt három nagy sikerű operettet megírni; ezt Lehár személyes támadásként értékelte. A bemutató után megjelent recenziók ugyan kifogásolták a mű cselekményét, de Lehár zenéjéről mindenképpen kedvezően írtak: Lehár úrnak a zenekari eszközök bőséges bevetésével – melyek olykor szinte operai szintet képviselnek – sikerült hatalmas fokozásokat elérnie. A Cigányszerelem olyan benyomást kelt, mintha a zeneszerzőnek szívügye lett volna. A közönség mindenekelőtt erős, személyének szóló sikerrel ajándékozta meg őt, nagyon élvezte az egyes számokat, és készségesen tapsolt (Neues Wiener Journal). Röviddel a bécsi bemutató után Németországban is színpadra került, majd további monarchiabeli színházak is műsorra tűzték. Egy temesvári lap szerkesztője plágiummal is megvádolta Lehárt, de az eset rövid időn belül rendeződött, miután a zeneszerző nyíltan megcáfolta a vádakat. Az operett kapcsán 1910 nyarán nézeteltérésre került sor a Carl-Theater és Lehár meg a librettisták között, és az ügy Leo Fallt is érintette. Egy operett általában akkor került le műsorról, amikor a heti bevétel 17 000 korona alá csökkent. Az első évadban a Cigányszerelem bevétele visszaesett ez alá a szint alá, de a következő évad elején bemutatott előadások ismét 18 000 koronán felüli bevételt produkáltak. Felmerült tehát a kérdés, hogy az igazgatóság leveheti-e műsorról a darabot, holott az meghaladta a garantált bevételt; vagyis hogy az igazgatóság hivatkozhat-e arra, hogy már az elmúlt évadban is jogában állt volna levenni a műsorról. Mivel végül sikerült megegyezni az operett műsoron tartásában, az eset kedvezőtlenül érintette Leo Fallt, akinek az operettjét kénytelenek voltak elhalasztani az ügy miatt. Mivel azonban Fall és Lehár jóbarátok voltak, sikerült megegyezniük, hogy operettjeiket majd váltakozva adják elő Bécs három vezető színpadán: a Theater an der Wienben, a Carl-Theaterben és a Johann-Strauss-Theaterben, ezzel gyakorlatilag a két zeneszerző monopolizálta a bécsi operettek világát.

### Átköltözés Ischlbe

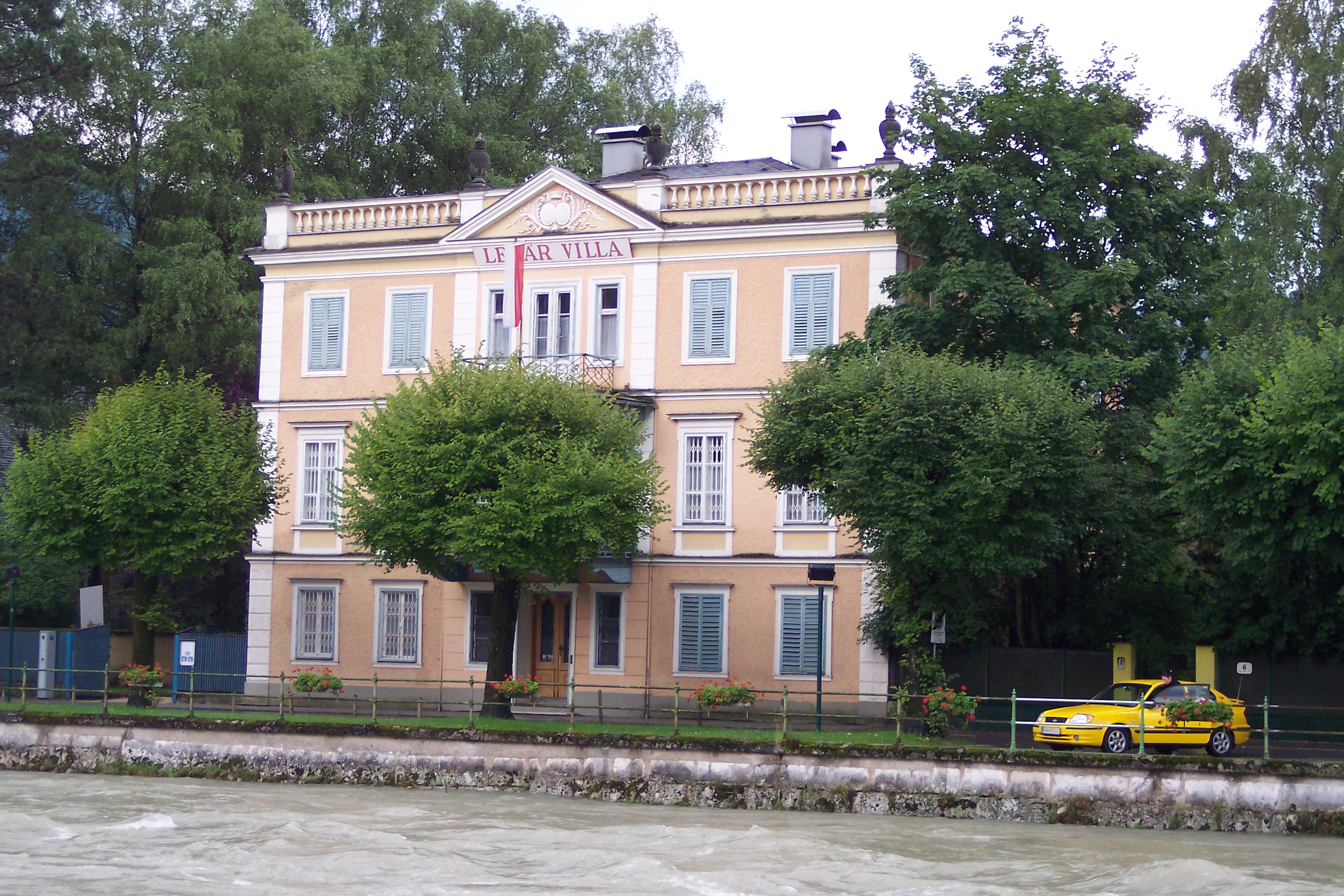
A Bad Ischl-i Lehár-villa

Lehár 1910 augusztusában átköltözött a Salzkammergut híres üdülőhelyére, Bad Ischlbe, ahol az Esplanade 6. számú ház mögötti Rózsa-villát bérelte, amelyben korábban a zeneszerző Meyerbeer valamint Joachim József hegedűművész is lakott. Ebben az időben Bad Ischl volt a bécsi zenei élet képviselőinek találkozóhelye. Lakása volt a városkában Karczag Vilmosnak, a Theater an der Wien igazgatójának, Leo Fallnak, Kálmán Imrének és Anton Aschernek is.
A következő operettjének, az Évának a bemutatójára 1911. november 24-én került sor a Theater an der Wienben. A darabban megfigyelhető, hogy három irányzat küzd egymással. Lehár megpróbálta folytatni az általa kitalált szentimentális-patetikus vonalat, másodsorban igyekezett az európai siker érdekében vidámabb lenni, harmadsorban pedig megpróbálta a művet korhű környezetbe helyezni, ami óhatatlanul maga után vonta a szembenézést az aktuális szociális problémákkal, mint például a példátlan drágulások, vagy a munkásosztály helyzete. A darabot a közönség hidegen fogadta, elsősorban a feldolgozott téma miatt. Erről a kritika is lesújtóan vélekedett, de Lehár zenéjét dicsérték. Az Éva bemutatójának kapcsán merült fel először a kritika részéről az igény, hogy a zeneszerző jobb librettókat dolgozzon fel, hiszen eddigi sikertelenségeit kizárólag ezek gyengeségeinek tudhatta be.
1912-ben a zeneszerző villát vásárolt a Bad Ischl-i Rudolfskaion, Sabran-Ponteves Adelhaid hercegnő villáját, amely ettől kezdve a Lehár-villa nevet viselte. A villa mögötti épületbe költözött Sophie Meth, akivel a zeneszerző a századforduló után ismerkedett meg. Sophie volt akkori nagy szerelmének, Ferry Weissenbergernek a legjobb barátnője. Kapcsolatuk 1903 óta tartott, de a nő akkor már házas volt. Amikor Sophie beköltözött a hátsó villába, még mindig nem volt elvált asszony, és kapcsolatuk törvényesítése csak húsz évvel később történt meg.
Lehár elsősorban operettjeinek külföldi bemutatóival volt elfoglalva, csiszolgatta és adaptálta őket az adott helyszín szokásainak megfelelően. Ugyanakkor Rosenstock und Edelweiss címmel megírt egy daljátékot, melyet 1912. december 1-jén mutattak be a bécsi Hölle-kabaréban.
1913-ban megírta A bálványférj című korábbi operettjének az átdolgozott változatát, A tökéletes feleséget, melynek szövegkönyvét Julius Brammer és Alfred Grünwald szolgáltatták. A darabot október 11-én mutatták be a Theater an der Wienben, közepes sikerrel. A kritika ismét a szövegkönyv hiányosságaira hívta fel a figyelmet. A darab berlini bemutatójának kapcsán Lehár egy kínos plágiumperbe bonyolódott, hiszen a színház igazgatója fatális átfedéseket vélt felfedezni a darab és a Brammer-Grünwald szerzőpáros egy 1901-ben megzenésített librettója, Az ikernővér között. Hosszas bírósági tárgyalásokra került sor, és a librettisták megpróbálták bebizonyítani, hogy efféle átvételek már az antik világban sem számítottak ritkaságnak. A felek kiegyeztek ugyan, de Lehár megszakított minden kapcsolatot a szerzőpárossal. Az eset annál is kínosabban érintette, mivel elnökségi tagja volt egy Bécsben épp akkortájt létrehozott szövetségnek, a Drámaírók és Zeneszerzők Uniójának. Ebben a pozíciójában a zeneszerző nem engedhette meg magának, hogy a gyanú leghalványabb árnyéka is rávetődjék.

### Az első világháború idején
Mivel Lehár a peres ügyek miatt megvált a Brammer és Grünwald szerzőpárostól, kénytelen volt új szövegkönyvírók után nézni, mert esedékessé vált egy új darab bemutatója a Theater an der Wienben. Bad Ischlben találkozott Alfred Maria Willnerrel, aki felajánlotta neki a Végre egyedül librettóját, amelynek furcsasága, hogy a második felvonása csak kétszereplős volt. A közönség soraiban nem keltett osztatlan sikert, ezért az 1914. január 30-ai bemutatót követően hamarosan le is került a színház műsoráról. A bemutató után Lehár rövid időre Budapestre utazott, mert ismét egy plágiumperbe keveredett. Egy bizonyos Popescu úr azt állította, hogy a Végre egyedül javarészt átvétel az őáltala írt Az ő nevenapja című operettből, és ezért részesedést kért az előadások jövedelméből. Noha a bíróság elutasította a vádakat, Popescu a fellebbviteli bíróságon is próbálkozott. Ekkor viszont Lehár úgy érezte, hogy közbe kell lépnie, és becsületsértés címén beperelte, majd nyert az illetővel szemben, akit pénzbírságra és börtönbüntetésre ítéltek.
A háború kitörésekor bezárt számos osztrák és német színház, ezért megcsappant az operettek iránti kereslet is, így Lehár is kevesebbet komponált. Öccse, Antal 1914-ben bevonult, és hamarosan súlyosan megsebesült, ezért harcképtelennek nyilvánították és irodai munkára osztották be. Öccse kórházi ágya mellett komponálta meg Erwin Weil verse nyomán a Láz című dalát. A háborús propagandában (háborús operettek) nem vett aktívan részt, mindössze néhány indulót komponált öccse kérésére.
Mivel a háború idején súlyos infláció lépett fel országszerte, a színházak iránti érdeklődés is csappant. Ilyen körülmények között mutatták be 1916. január 14-én a Theater in der Josefstadtban A csillagok bolondja című operettjét. A darabot mindössze hetvenhétszer adták elő, amit a kritika a gyenge szövegkönyvnek tudott be, de megemlítették, hogy Lehár zenéje sem teljesítette a közönség elvárásait.
A következő két esztendő vendégszereplések sorozatával telt el: Konstantinápolyban, Zürichben és Budapesten. Ugyancsak ebben az időszakban előtérbe kerültek az operett körüli viták, melyekbe Lehár már csak azért is belevetette magát, hogy figyelmét elterelje a háborúról. Ahogy nőtt az operett sikere, úgy sokszorozódtak a támadások Lehár ellen, akit az operettkomponista típuspéldájának tartottak. Kritika érte a darabok szerkezetét, a megzenésítést, a feldolgozott librettókat és nem utolsósorban megkérdőjelezték az operett létjogosultságát a többi műfajjal (színház, opera stb.) szemben. Lehár a következőket írta kritikusainak:
| „                                                 | Nem akarok a műítész szerepében tetszelegni, s azt sem állítom, hogy mindaz, amit operettnek hívnak valóban jó. Az ellenkezője igaz: igen sok a rossz operett. Az azonban igazságtalanság, hogy mindent egy kalap alá vesznek. Ha egy szabó elszab egy nadrágot nem mondjuk azt, hogy mindegyik szabó rossz szabó, hanem azt, hogy az egyik szabó rosszul varrt meg egy nadrágot. Tulajdonképpen csak az a kérdés, hogy miért is rohan a közönség az operettekhez… Nem csak azért, mert az emberek jobban szeretik ezt a műfajt, mint a többi színházi előadást. Az operettelőadás lényegesen különbözik a más színházi előadásétól. A színházak a hosszan tartó siker reményében gondosabban készülnek, több a próba, gazdagabb a kiállítás, általában vadonatújak a kosztümök és a díszletek, s igen intenzív az előzetes reklámozás; gondoskodnak mindazokról az előfeltételekről, amelyekkel felkelthető a közönség érdeklődése. Ha valóban nagy a siker, akkor elsősorban maga a közönség népszerűsíti az operetteket. Városszerte muzsikálják és éneklik a dallamokat, lemásolják a színésznők ruhát, terjesztik a halott vicceket, bár ez utóbbira ritkán adódik mód. Prózai műveknél erre nincs lehetőség. | ” |
| – Sonn- und Montagszeitung, Bécs, 1918. január 14 | |   |

1917-ben Lehár Budapestre utazott, ahol találkozott régi barátjával, Martos Ferenccel, aki átnyújtott neki egy operett-tervezetet. A darab, amelynek cselekménye Magyarországon játszódik, megtetszett Lehárnak. A pacsirta ősbemutatója 1918. január 15-én került sor Budapesten, majd március 27-én Bécsben, a Theater an der Wienben német nyelvre lefordítva is bemutatták (Alfred Maria Willnernek és Heinz Reichertnek köszönhetően). Az előadásnak nagy sikere volt, noha a kritikusok ismét felrótták Lehárnak a szövegkönyv gyengeségeit. Az operett olyan körülmények között is óriási sikernek örvendett, hogy 1918 végén – 1919 elején a bécsi színházaknak hetente két alkalommal zárva kellett maradniuk, és annak ellenére is, hogy a munkások számára különelőadásokat kellett szervezni, az év végére háromszáznyolcvanszor került színre.

### A háború utáni évek

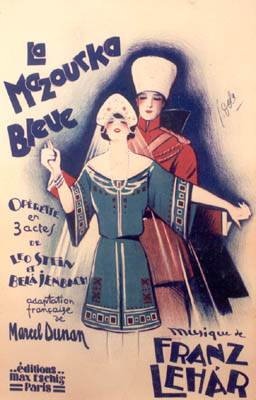
A kék mazur egy plakátja

A háborút követően Lehár szorult pénzügyi helyzetbe került, ugyanis vagyonát pillanatok alatt felemésztette az infláció. Ezen felül nehéz körülmények között élt, hiszen Bécsben annak idején hiánycikk volt a fűtőanyag. A zeneszerző alaposan megfázott, orrára pedig egy hatalmas furunkulus nőtt, amellyel még a sajtó is foglalkozott. Lehár 1920 januárjában kényszermegoldáshoz folyamodott pénzszerzés céljából: álinterjút írt egy meg nem nevezett beszélgetőpartnerrel a Wiener Allgemeine Zeitung számára, amelyben Bécs legnagyobb operettkomponistájának tituláltatta magát. Mivel a cáfolat a közlés legdiszkrétebb formája, Lehár cáfolta azt az állítólagos rémhírt, hogy el akarja hagyni az osztrák fővárost. Abban reménykedett, hogy e fenyegetésnek szánt álhír révén javíthat valamit szorongatott helyzetén, hiszen amellett, hogy nem volt fűtés, az áramot is kikapcsolták, ami különösképpen fájdalmasan érintette, hiszen köztudottan éjszaka alkotott. Egy hibát azonban elkövetett az álinterjú megírásakor, ugyanis az F.L. monogrammal írta alá, amiből természetesen az olvasók kikövetkeztették, hogy saját maga írta a cikket. Végül a Neues Wiener Journalban megjelent egy valódi interjú Lehárral, amelyben szintén távozási szándékát feszegette. Az újság azonban megszellőztette, hogy Lehár neve rajta volt a bécsi operettkomponisták azon listáján, amelyet egy New Yorkból érkezett impresszárió szívesen meggyőzött volna az emigrációról. Ennek elsősorban gazdasági okai voltak, hiszen az első világháborút követően az Amerikai Egyesült Államokban megnőtt az érdeklődés a bécsi operettek iránt.
Lehár 1913-ban megismerkedett Puccinivel, amikor az olasz zeneszerző Bécsbe látogatott A Nyugat lánya című operájának bemutatójára. Lehár révén sok olyan emberrel megismerkedett, akik távolabb álltak az opera műfajától, többek között Sigmund Eisenschütz-cel, a Carl-Theater akkori igazgatójával, aki felkérte egy operett megírására színháza számára. Operett helyett azonban egy vígopera (La rondine) jött létre, amelyet – tekintettel a háborús helyzetre (Olaszország és Ausztria 1915-től már ellenfelek voltak) – Monte Carlóban adtak elő. Puccini elismeréssel nyilatkozott Lehárról, ezt írta egyik neki címzett levelében: „Birtokomban a Pacsirta című operettje, s csak annyit mondhatok: bravó maestro! Üdítően friss, zseniális, csupa ifjonti tűz!”. A két mester 1920-ban találkozott ismét, először Lehár látogatott el Olaszországba, majd Puccini érkezett Bécsbe, ahol október 9-én bemutatták a La rondine (A fecske) című operáját, majd október 20-án a Triptichont. Mivel a darabok nem hozták meg a várva várt sikert, Puccini hazautazott Torre del Lagóba. A két zeneszerző többé nem találkozott, mindössze levélben tartották a kapcsolatot egymással. Puccini 1924. november 29-én meghalt.
A háborút követő évek első premierje A kék mazur volt, melyet 1920. május 28-án mutattak be a Theater and der Wienben. A kritika ismét rámutatott a librettó és a zene között tátongó szakadékra. A szövegkönyvet Jenbach Béla írta, aki többek között Kálmán Imre Csárdáskirálynőjét is. A darab háromszáztizenhárom előadást ért meg Bécsben, majd Németországban, Lengyelországban és Horvátországban is bemutatták.
1921. szeptember 9-én új Lehár-operett bemutatójára került sor, ezúttal az Apollo-Theaterben. A tangókirálynő nem volt más, mint az 1913-as A tökéletes feleség átdolgozása, ami viszont az 1904-es Bálványférj átdolgozása volt. Lehár nem volt megelégedve a darabbal, mert a későbbiekben még többször is átjavította, és ezek során tulajdonképpen visszatért A tökéletes feleséghez. Azért esett a választás az Apollo-Theaterre, mert Lehár már dolgozott egy másik spanyol témájú operetten a Theater and der Wien számára. A Fraquita bemutatója előtt azonban sorra került még egy Lehár-darab bemutatójára, mégpedig 1922. január 20-án a Hölle-kabaréban színre vitték az egyfelvonásos Tavaszt.
A Frasquita bemutatójára 1922. május 11-én került sor a Theater an der Wienben. A kritika, mint már korábban is, a darab szövegkönyvét gyengének, ötlettelennek, Bizet Carmenje gyenge utánzatának tartotta, a közönség azonban lelkesedett a darabért. Ebben az időben robbant ki a bécsi színiigazgatók és előadóművészek közötti bérháború. A színészek, muzsikusok béremelést követeltek, ami a reálbér elérését biztosította volna, a színidirektorok, akiknek a vállalkozásait viszont a hatalmas adók veszélyeztették, bércsökkentést szerettek volna elérni. Miután nem sikerült egyezségre jutni, az előadóművészek passzív ellenállást hirdettek, azaz a színészek csak napi egy ívnyi szöveget tanultak be, nem dolgoztak többet napi nyolc óránál. Ez Lehárt is érintette, ugyanis a Frasquita egyik előadásán a zenekar megtagadta, hogy utasításai szerint játsszon.
Miután lecsengett a Frasquita bemutatója körüli láz, Lehár ismét munkához látott, ezúttal egy kínai témájú librettót vett elő, melyet Victor Léontól kapott. Abban az időben nagy divat volt a bécsi társasági körökben távol-keleti diplomaták oldalán tetszelegni. Egy ilyen esetről szólt a librettó is: egy bécsi hölgy és egy kínai diplomata szerelméről majd házasságáról. A sárga kabátot 1923 februárjában mutatták be a Theater an der Wienben, mérsékelt sikerrel. A kritika Lehárt dicsérte roppant sajátos melodikájáért és ritmikájáért, amelyben a bécsi keringőt kiválóan ötvözte kínai motívumokkal. A mű azonban fokozatosan eltűnt a repertoárokból, de később Lehár átírta A mosoly országa címmel, és ismét színre vitte.
Másfél hónappal később Bécs újabb Lehár-operettet láthatott, Libellentanz (A három grácia) volt a címe. Ez nem ősbemutató volt, hanem a Milánóban bemutatott darab német nyelvre való átültetése. Történt ugyanis, hogy egy milánói színiigazgató látta annak idején Bécsben a Csillagok bolondját, és megkérte Lehárt, hogy komponáljon színháza számára is egy darabot. Mielőtt Bécsben, a Stadttheaterben színre vitték volna, már Európa több országában is sikert aratott.
Nyolc hónappal A sárga kabát bemutatója után meghalt Karczag Vilmos, a Theater and der Wien igazgatója, akihez Lehárt 1902 óta szoros munkakapcsolat fűzte. Hubert Marischkával, Karczag utódjával, aki tizenkét évvel volt fiatalabb Lehárnál, másképp állt a dolgokhoz, ezért már az első napon, amikor átvette a színház irányítását, összetűzésbe került a zeneszerzővel. A kettejük közötti kapcsolat annyira megromlott, hogy csak négy esztendő múlva mutattak be újabb Lehér-operettet a Theater an der Wien színpadán.
A következő operettet Lehár egyik legjobb barátjának, Louise Kartousch szubrettnek a kérésére írta meg. A Clo-Clo szövegkönyvét Jenbach Béla írta. A kritika kedvezően fogadta mind a zenét, mind a szövegkönyvet, és különösképpen kiemelték a darab vidám és könnyed jellegét, ami újszerűnek hatott Lehár eddigi művei között. A darabot a Bürgertheaterben mutatták be, 1924. március 8-án.
Ugyanebben az évben halt meg Puccini is, Lehár jóbarátja. A másfél évvel később, a milánói Scalában bemutatott Turandoton Lehár is részt vett.
1925-ben meghalt Leo Fall is, akivel Lehár már egészen fiatal kora óta jó barátságban volt.

### Lehár a rádióban és a mozivásznon
Az osztrák rádió 1924. október 1-jén kezdte meg adásait, és az első operett, amelyet bemutattak Lehár Frasquitája volt. Művei terjesztésévei nagy szerencséje volt, hiszen élete során találták fel a hanglemezt, az elektromos hangrögzítést, a filmet és a hangosfilmet, a rádiót és a televíziót. 1925 elején Hollywoodban megfilmesítették A víg özvegyet. A rendezője Erich von Stroheim és bár némafilm volt, hatalmas sikert aratott. Európai premierje Párizsban volt és ezen részt vett maga Lehár is. A legtöbb, ebből az időből származó lemezfelvételen Richard Tauber, Lehár jóbarátja énekelte a főszerepeket.

### Barátsága Richard Tauberral

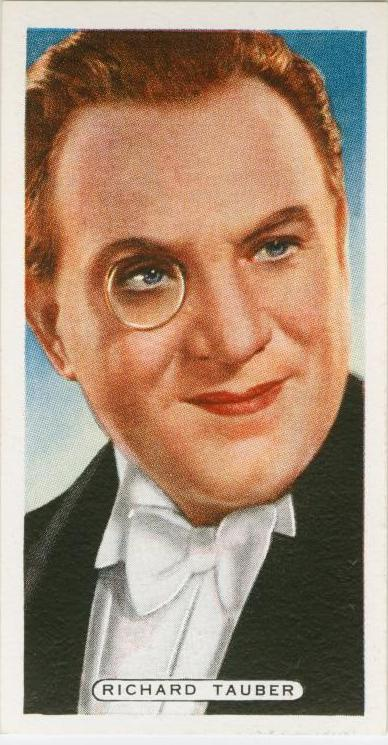
Richard Tauber

Lehár műveinek népszerűsítésében oroszlánrésze volt Richard Taubernak, a kor egyik legjelesebb tenorjának, aki gyakran lépett fel Lehár-operettek főszerepében is. Rendszerint Berlinben és Bécsben énekelt. Az ő kérésére (mivel úgy érezte, hogy ezidáig nem hozzáillő szerepeket énekelt) fogott bele Lehár az új librettójának a megzenésítésébe, amelyet egy Paul Knepler nevű könyvkereskedő írt saját kedvtelésére, és amely Victor Wögereren keresztül (Lehár egyik jóbarátja) került a zeneszerző asztalára. Knepler beleegyezett librettójának megzenésítésébe, amit aztán Jenbach Béla alakított át a zeneszerző ízlésének megfelelően. Így jött létre a Paganini, amelyet a Johann Strauss Theaterben mutattak be 1925. október 30-án. A sors azonban úgy hozta, hogy korábban vállalt kötelezettségei miatt Tauber nem énekelhetett a bemutatón. A korabeli újságbeszámolók szerint a bemutatót meglehetősen vegyes érzelmekkel fogadták. A sajtó is megosztott volt, egyes újságok apatikus előadásról számoltak be, míg mások diadalmas fogadtatásról. A kritika visszafogottan nyilatkozott a darabról. Lehár még a darab bemutatója előtt szerződést kötött a berlini Deutsches Künstlerhausszal a darab színreviteléről, ám amikor ennek az igazgatója értesült a bécsi siker/bukásról megpróbálta a berlini bemutatót halogatni, mivel félt, hogy egy elbukott előadás tönkreteheti frissen megnyitott színházának a hírnevét. Lehár panaszt tett a színházi döntőbíróságnál, a Deutscher Bühnenvereinnál, és így elérte, hogy 1926. január 30-án bemutathatták a Paganinit. A mű teljes diadalt aratott a közönség soraiban, a német kritika is kedvezően fogadta, és a címszerepet ezúttal már Richard Tauber énekelte.

### A karrier csúcsán
A Paganini sikeres bemutatója után Lehár Milánóba utazott, ahol átdolgozta a Csillagok bolondját Gigolette néven. Annak ellenére, hogy az olasz szövegkönyvet Carlo Lombardo és Gioacchino Forzano írták (utóbbi Puccini Gianni Schicchi és Angelica nővér című operái librettóját is) nem aratott nagyobb sikert, mint annak idején Bécsben a Csillagok bolondja.
Ezek után újabb mű komponálásába kezdett, amelynek szövegkönyvét Jenbach Béla és Heinz Reichert írták, Gabriela Zapolska lengyel írónő egyik műve nyomán. Ez volt A cárevics. Az utolsó orosz uralkodóról, II. Miklósról szóló darabot 1927. február 16-án mutatták be hatalmas sikerrel a berlini Deutsches Künstlertheaterben. A főszerepet Richard Tauber játszotta, ám az énekes nem a kizárólag számára írt Willst du… című dallal aratott hatalmas sikert, hanem a Volga-dallal is, amiről aztán óriási tömegben készültek hanglemezek, és a rádióban is gyakran felcsendült. A kritikák is kedvezően fogadták a darabot, megemlítették, hogy Lehár műve kitűnően tükrözi az orosz jelleget, kiemelték a zene szlávosságát. A sajtóban azonban kemény hangú kritikák is megjelentek, és Lehár szemére vetették, hogy régóta hajlik az operaszerű tálaláshoz, és emiatt képtelen elszakadni a komolykodó szövegkönyvektől és igazi vidám operettet komponálni.
Szövegkönyvei megválogatásakor Lehár soha nem volt túlságosan ügyes. Hol valamilyen részlet csábította, hol jelentéktelen mozzanatoktól hatódott meg. Így történhetett meg, hogy még A cárevics előkészületei közben sikerült felkelteni érdeklődését egy újabb témával, mely az ifjú Goethéről és szerelméről, sesenheimi Friderikáról szólt. A szövegkönyvet Ludwig Herzer és Fritz Löhner írták. Lehár 1927 folyamán egy drezdai szállodában ismerkedett össze Alfred Rotterrel, aki Fritz nevű fivérével együtt igazgatta a berlini Metropol Theatert. Valamilyen szenzációt akartak, ezért felkeresték Lehárt, hogy komponáljon színházuk számára egy operettet. Lehár beleegyezett, hogy a készülő Friderikát a Metropol Theaterben mutassák be.
Időközben Lehár darabjainak európai premierjeivel volt elfoglalva. 1927 márciusában Párizsban nagy sikerrel színre vitték a Paganinit, majd az év közepén Bécsben bemutatták A cárevicset. Májusban előadták Berlinben a Neues Theater am Zooban az 1922-ben keletkezett egyfelvonásos Tavasz háromfelvonásos változatát a Tavaszi álmot. Lehár a nyarát Bad Ischlben töltötte, ahol az új darabjának, a Friderika befejezésén dolgozott. A darabot Rotterék jóvoltából hatalmas reklámkampány előzte meg, azonban az ifjú Goethéről szóló szórakoztató darab tiltakozó megmozdulásokat is kiváltott. A bemutató napján 1928. október 4-én a nácik és más németféltő csoportosulások plakátokkal ragasztották tele Berlint, amelyek felszólítottak minden kultúratudattal rendelkező németet, hogy este tömegesen tüntessenek a kultúrbotrány ellen. Ennek ellenére a premiert nem zavarta meg semmi. A siker lehengerlő volt, a darabot a kritika is rendkívül kedvezően fogadta. Richard Tauber (aki a főszerepet énekelte) betegsége miatt azonban hamar lekerült a műsorról. Alig két héttel azután, hogy Berlinben levették a színről, a mű a bécsi Johann-Strauss-Theaterben fergeteges sikert aratott.
Lehár Berlinben maradt, ahol Richard Tauber rábírta A mosoly országa megkomponálására, miután meglátta a zeneszerzőnél A sárga kabát partitúráját. A Victor Léon által írt szövegkönyvet a Herzer és Löhner szerzőpáros dolgozta át, és ezek után Lehár kapcsolatba lépett a Rotter fivérekkel, mert a Friderika tapasztalatai szerint ott kínálkozott a legjobb lehetőség a bemutatóra. A darabot 1929. október 10-én mutatták be a Metropol Theaterben Richard Tauberral és Vera Schwarz-cal a főszerepekben, a Friderikához hasonló fergeteges sikerrel. Az operett legismertebb dallama a Vágyom egy nő után lett, mely bejárta a világot és napjainkban is az operett történetének egyik legmaradandóbb zeneszáma.

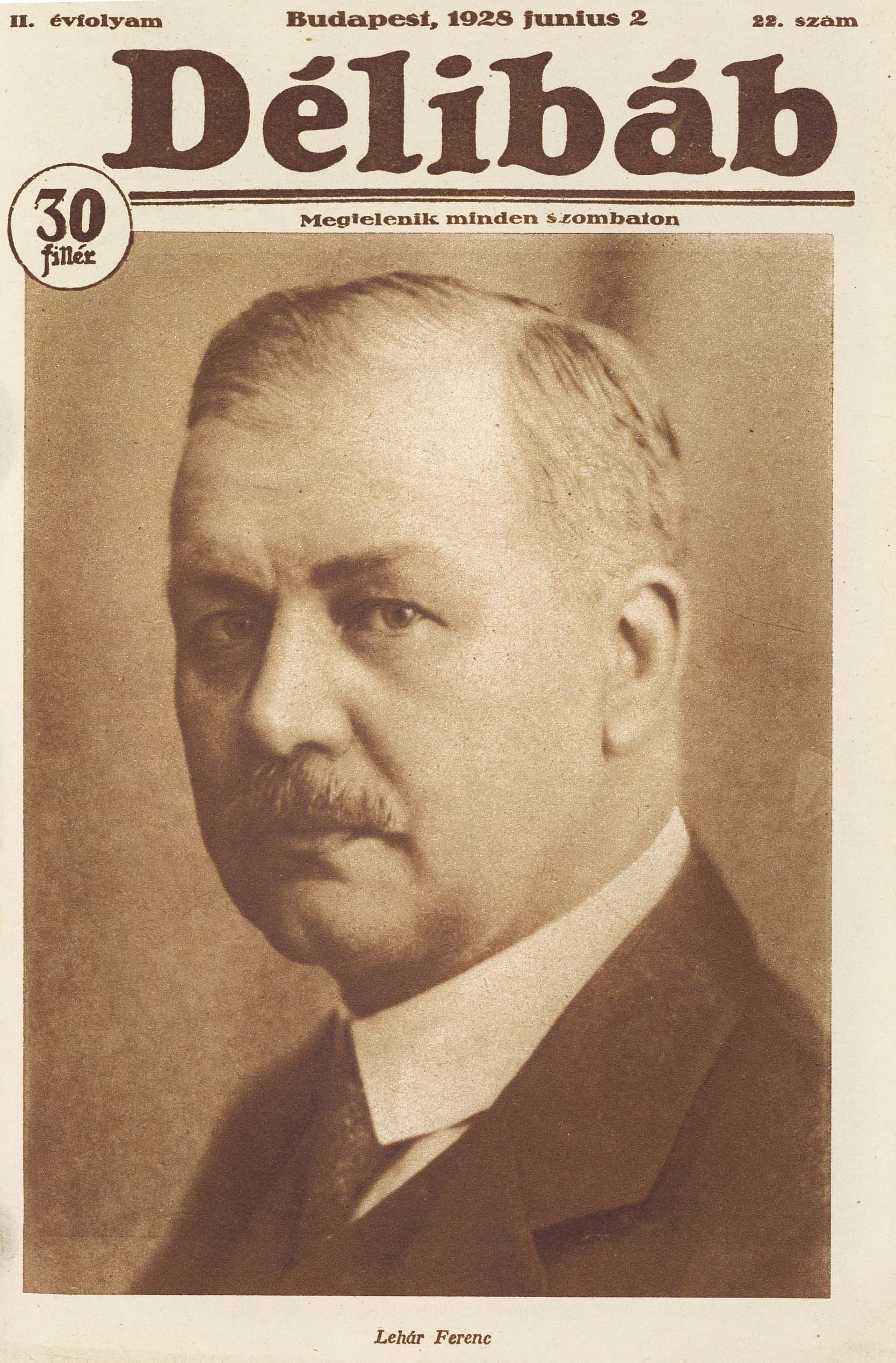
Lehár a Délibáb c. hetilap címlapján (1928)

### A 60. születésnap
Lehár 1930-ban ünnepelte a hatvanadik születésnapját. Az év elején Strasbourgban mutatták be a Friderikát, és április 30., a szerző tulajdonképpeni születésnapja előtt ez volt az egyetlen tisztelgés Lehár előtt. A bécsi színházak azonban tartózkodóan viselkedtek. Amikor megtudta, hogy a Theater an der Wienben mindössze egyetlen, többé-kevésbé improvizált délutáni előadással szándékoznak előtte tisztelegni, levelet írt a ház igazgatójának, Marischkának, amiben arra kérte, hogy minden nagyszabású ünnepséget halasszanak őszre, amikorra A mosoly országa bécsi bemutatóját tervezte, hiszen a fényesnek ígérkező premier éppen elegendő ünneplést garantált. Berlinben viszont Rotterék színpadra állították Lehár műveinek egy ciklusát, ezzel tisztelegve a komponista előtt. Szeptemberben azonban mégis sor került arra, hogy Bécs városa hivatalosan is lerója tiszteletét: Lehár vezényelte a Bécsi Filharmonikusokat, és csakis az ő művei voltak műsoron, az előadáson pedig jelen volt mindenki, akinek rangja és neve volt a városban. Lehár októberben már Budapesten volt, ahol a Király Színházban színre vitték a Friderikát Honthy Hanna főszereplésével. Decemberben a budapesti operaházban A mosoly országa premierjére került sor.
1930. december 3-án a berlini Metropol-Theaterben bemutatták új operettjét, a Szép a világ-ot, melynek szövegkönyvét a Heinzer és Löhner páros írta. Az operett hatalmas sikert aratott.

### A gazdasági világválság idején
A nagy gazdasági világválság a színházakat sem kímélte meg. Bécsben többek között bezárták a Carl-Theatert és a Bürgertheatert, a Johann-Strauss-Theaterből mozi lett, az Apollo- és Ronacher-Theaterekben pedig felváltva voltak mozivetítések és varieté-előadások. Ugyancsak ebben az időszakban jelentek meg a legélesebb kritikák az operett létjogosultságát és szükségességét illetően, és ezzel együtt Lehárt érintő kritikák is, hiszen ő számított a műfaj legkiemelkedőbb alakjának. Mindemellett a közönség körében Lehár továbbra is hatalmas hírnévnek örvendett. 1931-ben a bécsi rádió európai koncertműsort szervezett Lehár Ferenc alkotásaiból címmel, amely azon túl, hogy 113 adó- és közvetítőállomás sugározta szerte a kontinensen, Lehár számtalan tisztelőjének ünnepe lett. A mindennapi események ugyan csak közvetve érintették Lehárt, az Ausztriát is elérő gazdasági világválság azonban őt is arra késztette, hogy pénzét befektesse, ekkor vásárolta meg a nussdorfi (ma Bécs egyik külvárosa) Schikaneder-palotát, melyet Emanuel Schikaneder, Mozart Varázsfuvolájának szövegkönyvírója épített. Lehár tehát ekkorra a theobalgassei bérház, a Bad Ischl-i villa és a nussdorfi palota tulajdonosa volt. 1931 szeptemberében Berlinben vezényelte A hegyek urává átkeresztelt Hercegkisasszonyt, majd Párizsba utazott A mosoly országa bemutatójára.

### Az utolsó színpadi mű:Giuditta
Lehár egész életében kutatott operalibrettók után. 1931 őszén aztán valóban szóba került egy Maria Jeritzára, a híres szopránra szabott opera jellegű operett. A művésznő szívesen énekelt volna valamelyik Lehár-műben, s kapott is úgy három tucat szövegkönyvet, amelyekből egyet kiválasztva átadott a komponistának. A szövegkönyvek nem sokat értek, emiatt Lehár sem foglalkozott különösképpen az ötlettel. 1932-ben aztán Paul Knepler és Fritz Löhner átnyújtottak neki egy szövegkönyv-részletet. A mű környezete és a cselekménye azonnal elragadtatta Lehárt, aki azon nyomban eldöntötte, hogy megzenésíti a Giudittát. A darabot, melynek előzőleg Giulietta volt a címe, Berlinben szándékozta volna színre vinni, azonban 1934-ben felmerült a lehetőség, hogy a bécsi Operaházban tartsák meg a premierjét. Történt ugyanis, hogy 1929-től az operaház igazgatását Clemens Krauss vette át, aki azon nyomban megújította a műsorkalendáriumot és hagyománnyá tette, hogy másfél évenként egy-egy operettet is színpadra állítsanak. A Giuditta premierjére 1934. január 20-án került sor. Az előadást, amelynek dallamait az osztrák rádió élőben sugározta, vastaps követte. Ám a másnapi kritika nem minden esetben egyezett a nagyérdemű véleményével. Elsősorban a librettó hiányosságait emelték ki a mű legfőbb problémájaként, de megemlítették, hogy a csodálatos partitúra ellenére Lehárnak nem sikerült túllépnie az operett-műfaján. Az egyik kritikus szerint Ez bizony operettszínház, ez a Theater an der Wien és nem az Állami Operaház, oda csak beszemtelenkedte magát. Ez bizony nem zenés komédia!.

### A háború előtti évek

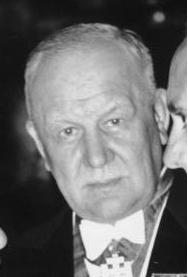
1936-ban

1933-ban sokasodtak a problémák az osztrák politikai életben, miután Engelbert Dolfuss kancellár betiltotta az osztrák náci pártot. Válaszképpen gyakoriak voltak a náci terrorakciók és fokozódott a gazdasági nyomás, ennek éle pedig most már Ausztria messze fénylő képviselője, Lehár Ferenc ellen is irányult. Mint minden más ország, Németország is fizetett neki tantiemeket. A porosz tartományi kormányzat náci frakciója azt követelte a pártsajtóban, hogy bojkottálják Lehár műveit valamennyi német színpadon. Mivel senki sem tudott valóságos érveket felhozni, előkerült a rágalom fegyvere: azzal indokolták a Lehár elleni harcot, hogy a komponista szerződésszegésnek tartotta, hogy a németek elfoglalták Belgiumot. Ez persze csak ürügy volt, amelynek kirobbantója Lehár öccsének, Antalnak, egy Németország politikáját elítélő kijelentése volt.
Az 1934-es politikai események kihatottak Lehár munkájára is, hiszen csökkent a színházak látogatottsága. 1935-ben aztán bezárt a Theater and der Wien is. Ekkor derült fényt a Hubert Marischka által vezetett, a Lehár-operetteket is forgalmazó kiadóban lezajlott sikkasztásokra is, amik eredményeképpen a céget felszámolták. Lehár nem fordult bírósághoz, hanem személyes egyezséget kötött Marischkával: visszakapta valamennyi művének a jogait és ezen kívül mindazon kottákat és más egyebeket, melyeknek köze volt a munkásságához. Ezeket átszállíttatta a theobaldgassei lakásába, majd 1935. február 25-én megalapította saját zeneműkiadóját, a Glocken-Verlagot. Az évet vezényléssel és a kiadójának gondozásával töltötte el, ekkor filmesítették meg a Frasquitát Jarmila Nowotnával, Hans Heinz Bollmann-nal és Heinz Rühmann-nal a főszerepben. Ugyanebben az évben forgatta Ernst Lubitsch Hollywoodban A víg özvegyet Jeanette MacDonalddal és Maurice Chevalier-vel a főszerepben.
Lehár számára nagyon fontosak voltak a németországi előadások, hiszen bevételeinek zöme innen származott, ezért mindent elkövetett, hogy a német színházak ismét műsorra tűzzék őket, azonban a szövegkönyvírói nem voltak a náci Németországnak elég árják, és ez rendkívül megnehezítette a szerző helyzetét. 1937-ben Berlinbe utazott, ahol bemutatták a Luxemburg grófjának átdolgozott változatát, amit a szerző maga vezényelt. Ezután továbbutazott Brüsszelbe A cárevics bemutatójára, majd pedig Párizsba, ahol színre vitték a Péter és Pál Bergengóciában című gyermekjátékát. Eljutott Algírba, ahol A mosoly országát vezényelte, majd visszatért Párizsba a Giuditta premierjére. Utána Londonban kellett megjelennie a Paganini bemutatóján. A kimerítő körút után vissza akart térni Ischlbe pihenni és komponálni, azonban egy újabb plágiumafférral szembesült: egy hölgy azt állította, hogy Lehár a Giudittát egy tőle kapott szövegkönyv alapján komponálta meg. A zeneszerzőt különösen fájdalmasan érintette a dolog, hiszen azon dolgozott, hogy visszaállítsa hírnevét Németországban, ahol műveit bojkottálták, emiatt számára elengedhetetlenné vált az ügy tisztázása. Noha a bírósági tárgyalások során Lehár igaza bebizonyosodott, a hölgy továbbra sem tágított, ezért a zeneszerző rágalmazási pert indított ellene. A hölgyet végül elmarasztalták, és az affér befejeződött.
1938-ban barátai, a náci hatalom erősödésének láttán figyelmeztették, hogy mihamarabb emigráljon, azonban Lehár mély gyökereket eresztett Ausztriában: Bécsben volt a kiadója és a palotája, Ischlben a villája, és nem tudta magát rászánni a távozásra. Emellett tudatában volt, hogy amennyiben Amerikába emigrálna, nem tudna biztos anyagi forrásokat biztosítani a maga és felesége számára, hiszen a tengerentúlon nem voltak operettszínházak, ahol esetleg vezényelhetett volna.

### A második világháború idején
Ausztria német megszállása után a Lehár családot a Gestapo állandó megfigyelés alatt tartotta. Lehár öccsét, Antalt folyamatosan zaklatták a Belgium elfoglalására tett megjegyzései miatt. A zeneszerző úgy találta, hogy biztonságosabb lesz Bécsből Ischlbe költözni, de tévedett, mert 1939 nyarán bekopogtattak hozzá a Gestapo emberei, és bejelentették, hogy feleségét, zsidó származása miatt el kell vinniük. Lehárnak magas rangú politikai kapcsolatai segítségével sikerült megmentenie az asszonyt. A Lehár-villába befészkelte magát a félelem, a zeneszerző nem hagyhatta egyedül vagy felügyelet nélkül feleségét, akinek a folyamatos rettegés miatt látványosan megromlott az egészsége. Egyes feljegyzések szerint Lehár feleségének megmenekülésében szerepet játszott Hermann Göring is, aki tiszteletbeli árjává tette meg az asszonyt.
1942–43 telén Lehár Budapestre utazott, mert az Operaház tervbe vette a Cigányszerelem – némileg módosított – előadását. A magyar librettót, amely teljesen eltért az eredetitől, Innocent Vincze Ernő írta. A cselekményt közvetlenül az 1848-as forradalom kitörése elé helyezte, a főszerepbe pedig egy vándordiák került. Így született meg a Garabonciás. A sikeres pesti bemutató után Lehár egészségi állapota megromlott, betegsége hosszú hónapokon át húzódott. 1943-ban Corvin-koszorú kitüntetésben részesült. Röviddel Ausztria felszabadítása után, 1944-ben Lehár felesége is beteg lett. Ausztriában akkoriban semmiképpen nem lehetett beszerezni gyógyszereket, ezért Lehárék elhatározták, hogy Zürichbe költöznek.

### Zürichi évek

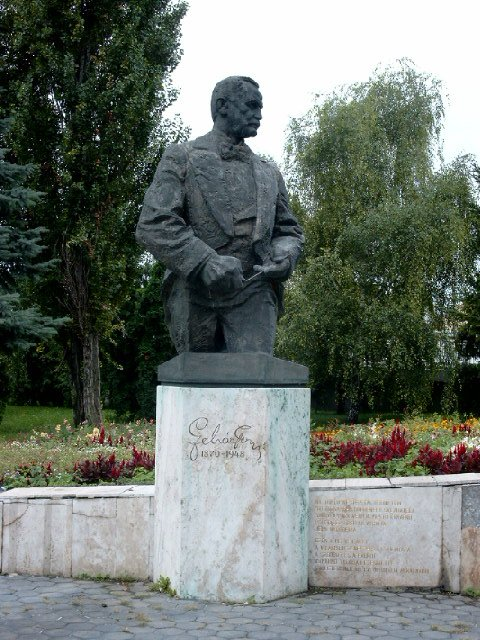
A révkomáromi Lehár-szobor

Lehárék 1946 januárjában érkeztek meg Zürichbe, ahol a Hotel Baur au Lacban béreltek lakosztályt. Lassan mindketten felépültek, Lehár pedig ismét belelendült a zenekiadójának vezetésébe. Számos külföldi felkérést kapott, Rio de Janeirótól Párizsig, azonban egészségi állapotára való tekintettel visszamondta őket. 1947 márciusában meglátogatta őt Richard Tauber, akivel a háború kitörése óta nem találkozott és aki egy évvel korábban New Yorkban nagy sikerrel énekelte A mosoly országa címszerepét. Noha Tauber kifogástalanul énekelt, az operett mégis bukás volt, amit a zenekritikusok az átírt, modernizált librettónak tulajdonítanak. Ez volt Lehár és Tauber utolsó találkozása, mert az énekes 1948. január 8-án Londonban elhunyt. Lehár röviddel Tauber látogatása előtt ünnepelte a 77. születésnapját. 1947. augusztus 28-án felesége, Sophie társaságában elment a Paganini zürichi bemutatójára. Néhány nappal később, egy Lehárék által szervezett estélyen Sophie Lehár összeesett és meghalt. Az asszony halála rendkívül megviselte a zeneszerzőt, ettől fogva egészségi állapota folyamatosan romlott. Ezt tetézték még a Bécsből kapott hírek is, miszerint nussdorfi palotáját kifosztották.
1948 februárjában még Zürichben vezényelt egy Richard Tauber emlékére rendezett hangversenyen. A nyár folyamán visszatért Ischlbe, ahol súlyos egészségi állapota miatt vérátömlesztéssel próbáltak rajta segíteni, de az orvosok tudták, hogy gyomorrákja már csak rövid ideig engedi élni. 1948. október 14-én, a szó szoros értelmében a halál küszöbén megválasztották Bad Ischl díszpolgárává. Október 27-én álmában érte a halál. Ravatala napokig állt az ischli templomban, ahol több ezren vettek végső búcsút tőle. Október 30-án ünnepélyes rekviemmel búcsúztatták. Az ischli temetőben helyezték örök nyugalomra, a családi kriptában. A temetésen a bányászzenekar a Volga-dalt adta elő: ez volt Lehár kívánsága.

## Öröksége
Lehár tehetségét talán Puccini jellemzése támasztja alá a legjobban, aki azt nyilatkozta, hogy amennyiben Lehár érdeklődése az operák világa felé terelődik, legnagyobb ellenfele lett volna. Karrierje kezdetén megpróbált a lírai műfajban otthonra lelni, azonban kezdeti sikertelenségei után (Rodrigo és Kukuska) inkább az operettet választotta, amely a 19. század végén, a 20. század elején Bécs zenei életének egyik meghatározó eleme volt. Mivel az operettek iránti igény folyamatosan nőtt és egyre-másra nyíltak az új színházak (elsősorban Németország területén), megindult a műfaj átmeneti hanyatlása, hiszen a bécsi komponisták és librettisták egyre több piacképes árut próbáltak minél rövidebb idő alatt előállítani. Ugyanakkor a zeneszerzők és a librettisták nem mertek a Strauss dinasztia operettjeiben felállított sablonoktól eltérni. Lehár számára az igazi áttörést, a szakítást az operettkomponálás hagyományos szabályaitól A víg özvegy hozta meg. Az igazi újítást azonban nem a zenei anyag jelentette, hanem a librettóban feldolgozott történet: a biedermeier álszemérem és érzelgősség eltűnt, helyét frivol nagyvárosi kötetlenség, merészebb humor, a kapitalista álmorál, a házasság, a politika kritikája váltotta fel. Viszont a szövegkönyveinek megválasztásában Lehár nem volt túl szerencsés, azok után sem, hogy A víg özveggyel hatalmas elismertségre tett szert. Kritikusai rendszerint méltatták zenéjét, viszont minduntalan kihangsúlyozták, hogy a szövegkönyv gyengeségei miatt műveinek értéke sokat vesztett.
A víg özveggyel, a Luxemburg grófjával és más műveivel Lehár igazi bravúrt hajtott végre. Sikerült újra integrálnia az erősen megosztott nagyvárosi publikumot, amelyben az ezoterikus, szakralizált magas kultúra mind élesebben elkülönült a közép- és az alsó rétegek számára készült zenei tömegtermeléstől. Ennek legfőbb bizonyítékai A drótostót, A mosoly országa valamint A cárevics, amelyekben sikeresen építette be a népi hagyományokat illetve az egzotikus külföldi, nem utolsósorban keleti zenei vonásokat zenéjébe.
Az Osztrák–Magyar Monarchia széthullásával a bécsi operett természetes talaja süllyedni kezdett. Lassan a süllyesztőbe kerültek az operettszínpad bábfigurái is, a nyalka huszártisztek, a gőgös dzsentrik, a bamba arisztokraták, a léha nagyasszonyok. Csak a kisember maradt meg, ő azonban egyre távolabbra került az operett közegétől. A boldog békeidőknek vége lett, s megkezdődött ama nosztalgikusan szép korszak legjellemzőbb és legsikeresebb zenés színpadi műfajának, az operettnek a hattyúdala. Az operett addig uralkodott, amíg a társadalom alappillérét a polgári középosztály alkotta. Ennek egyik jó példája Lehár utolsó operettje, a Giuditta.
Az 1920-as évektől kezdve, részben ifjúkori vonzódása miatt az opera műfaja iránt, részben pedig Richard Tauber, népszerű tenoristával való találkozása miatt, rendkívül igényes daljátékokat írt (Paganini, A cárevics, Friderika, Giuditta). Híres nagyságok szomorú szerelmi történeteit zenésítette meg, vagy éppen kora embereinek törékeny, változékony sorsát állította a történet középpontjába.
1932-ben az Esti kurir megkérdezte Lehár Ferencet , hogy hogyan komponál, melyre így felelt:
"A szív, az érzés minden. A komponistának, amikor a zongora elé ül, a legbiztonságosabban helyén lehet a csuklója, mégis kudarcot vall, ha nincs helyén a szíve. Én a magam részéről egy, de sokszor két évig is dolgozom egy-egy partitúrámon és ez alatt az idő alatt annyira belemerülök a szövegkönyvbe, hogy más szövegkönyvet egyáltalában el sem olvasok. Mikor aztán készen vagyok, megdörzsölöm a szememet és csodálkozva nézek körül, mert körülöttem, mint eső után a gombák, hevernek az új librettók." 
Lehár, Kálmán Imre és Leo Fall voltak a bécsi operett ezüstkorszakának (1900–1920 között) meghatározó egyéniségei, az ő operettjeiket játszották a leggyakrabban a helyi színházak és kabarék.

## Művei
| A mű eredeti címe                         | A mű magyar címe            | Műfaj         | Szövegíró                             | Ősbemutató ideje     | Ősbemutató helye                  | Első magyarországi bemutató ideje | Első magyarországi bemutató helye |
| Kukushka                                  | Kukuska                     | opera         | Felix Falzari                         | 1896. november 27.   | Lipcse Vereinigte Stadttheater    | 1898. május 2.                    | Operaház                          |
| Wiener Frauen                             | Bécsi asszonyok             | operett       | Ottokar Tann-Bergler, Emil Norini     | 1902. november 21.   | Bécs Theater an der Wien          | 1910. november 30.                | Városligeti Színház               |
| Der Rastelbinder                          | A drótostót                 | operett       | Victor Léon                           | 1902. december 20.   | Bécs Carl-Theater                 | 1903. április 21.                 | Magyar Színház                    |
| Der Göttergatte                           | A bálványférj               | operett       | Victor Léon, Leo Stein                | 1904. január 20.     | Bécs Carl-Theater                 | 1905. február 10.                 | Magyar Színház                    |
| Die Juxheirat                             | A mókaházasság              | operett       | Julius Bauer                          | 1904. december 22.   | Bécs Theater an der Wien          | 1906. szeptember 7.               | Népszínház                        |
| Tatjana                                   |                             | opera         | Felix Falzari, Max Kalbeck            | 1905. február 10.    | Brünn Stadttheater                |                                   |                                   |
| Die lustige Witwe                         | A víg özvegy                | operett       | Victor Léon, Leo Stein                | 1905. december 30.   | Bécs Theater an der Wien          | 1906. november 27.                | Magyar Színház                    |
| Der Schlüssel zum Paradies                | Az Édenkert kapuja          | operett       | Emil Norini, Julius Horst             | 1905. október 20.    | Lipcse Neues Operettentheater     |                                   |                                   |
| Peter und Paul reisen ins Schlaraffenland | Péter és Pál Bergengóciában | mesejáték     | Robert, Bodanzky, Fritz Grünbaum      | 1906. december 1.    | Bécs Theater an der Wien          |                                   |                                   |
| Der Mann mit den drei Frauen              | A három feleség             | operett       | Julius Bauer                          | 1908. január 21.     | Bécs Theater an der Wien          | 1908. március 31.                 | Népszínház                        |
| Das Fürstenkind                           | Hercegkisasszony            | operett       | Victor Léon                           | 1909. október 7.     | Bécs Johann Strauss-Theater       | 1910. december 20.                | Operaház                          |
| Der Graf von Luxemburg                    | Luxemburg grófja            | operett       | Alfred Maria Willner, Robert Bodanzky | 1909. november 12.   | Bécs Theater an der Wien          | 1910. január 14.                  | Király Színház                    |
| Zigeunerliebe                             | Cigányszerelem              | operett       | Alfred Maria Willner, Robert Bodanzky | 1910. január 8.      | Bécs Carl-Theater                 | 1910. november 12.                | Király Színház                    |
| Eva                                       | Éva                         | operett       | Alfred Maria Willner, Robert Bodanzky | 1911. november 24.   | Bécs Theater an der Wien          | 1912. október 12.                 | Király Színház                    |
| Rosenstock und Edelweiss                  |                             | daljáték      | Julius Bauer                          | 1912. december 1.    | Bécs Hölle-kabaré                 |                                   |                                   |
| Die ideale Gattin                         | A tökéletes feleség         | operett       | Julius Brammer, Alfred Grünwald       | 1913. október 10.    | Bécs Theater an der Wien          | 1913. november 26.                | Király Színház                    |
| Endlich allein                            | Végre egyedül               | operett       | Alfred Maria Willner, Robert Bodanzky | 1914. január 30.     | Bécs Theater an der Wien          | 1915. február 20.                 | Király Színház                    |
| Der Sterngucker                           | A csillagok bolondja        | operett       | Fritz Löhner-Beda                     | 1916. január 14.     | Bécs Theater in der Josefstadt    | 1916. október 10.                 | Népopera                          |
| Wo die Lerche singt                       | Pacsirta                    | operett       | Alfred Maria Willner, Heinz Reichert  | 1918. március 27.    | Bécs Theater an der Wien          | 1918. február 1.                  | Király Színház                    |
| Die blaue Mazur                           | A kék mazur                 | operett       | Jenbach Béla                          | 1920. május 28.      | Bécs Theater an der Wien          | 1921. május 13.                   | Király Színház                    |
| Die Tangokönigin                          | A tangókirálynő             | operett       | Julius Brammer, Alfred Grünwald       | 1921. szeptember 9.  | Bécs Apollo-Theater               | 1923. július 28.                  | Budai Színkör                     |
| Frühling                                  | Tavasz                      | operett       | Rudolf Eger                           | 1922. január 20.     | Bécs Hölle-kabaré                 |                                   |                                   |
| La danza delle Libellule                  | A három grácia              | operett       | Carlo Lombardo                        | 1922. május 3.       | Milánó Teatro Lirico              |                                   |                                   |
| Frasquita                                 | Frasquita                   | operett       | Alfred Maria Willner, Heinz Reichert  | 1922. május 12.      | Bécs Theater an der Wien          | 1925. március 3.                  | Városi Színház                    |
| Die gelbe Jacke                           | A sárga kabát               | operett       | Victor Léon                           | 1923. február 9.     | Bécs Theater an der Wien          | 1923. május 5.                    | Király Színház                    |
| Libellentanz                              | A három grácia              | operett       | Carlo Lombardo, Alfred Maria Willner  | 1923. március 31.    | Bécs Stadttheater                 |                                   |                                   |
| Clo-Clo                                   | Apukám                      | operett       | Jenbach Béla                          | 1924. március 8.     | Bécs Bürgertheater                | 1924. április 15.                 | Fővárosi Operettszínház           |
| Paganini                                  | Paganini                    | operett       | Paul Knepler, Jenbach Béla            | 1925. október 30.    | Bécs Johann Strauss-Theater       | 1926. május 7.                    | Városi Színház                    |
| Gigolette                                 | Gigolette                   | operett       | Carlo Lombardo, Gioacchino Forzano    | 1926. december 30.   | Milánó Teatro Lirico              |                                   |                                   |
| Der Zarewitsch                            | A cárevics                  | operett       | Jenbach Béla, Heinz Reichert          | 1927. február 16.    | Berlin Deutsches Künstlertheater  | 1928. május 25.                   | Városi Színház                    |
| Frühlingsmädel                            | Tavaszi álom                | operett       | Rudolf Eger                           | 1928. május 29.      | Berlin Neues Theater am Zoo       | 1932. szeptember 15.              | Pesti Színház                     |
| Friederike                                | Friderika                   | operett       | Ludwig Herzer, Fritz Löhner-Beda      | 1928. október 4.     | Berlin Metropol-Theater           | 1930. szeptember 20.              | Király színház                    |
| Das Land des Lächelns                     | A mosoly országa            | operett       | Ludwig Herzer, Fritz Löhner-Beda      | 1929. október 10.    | Berlin Metropol-Theater           |                                   |                                   |
| Schön ist die Welt                        | Szép a világ                | operett       | Ludwig Herzer, Fritz Löhner-Beda      | 1930. december 3.    | Berlin Metropol-Theater           | 1934. december 21.                | Király Színház                    |
| Der Fürst der Berge                       | A hegyek ura                | operett       | Victor Léon                           | 1932. szeptember 23. | Berlin Theater am Nollendorfplatz |                                   |                                   |
| Giuditta                                  | Giuditta                    | zenés komédia | Paul Knepler, Fritz Löhner-Beda       | 1934. január 20.     | Bécs Staatsoper                   | 1934. április 8.                  | Operaház                          |